# 이스라엘 마다예
이스라엘 마다예(프랑스어: Israel Madaye, 1988년 3월 23일~)는 차드의 양궁 선수이다. 차드의 양궁 개척자로 활동하며 2019년 아프리칸 게임에서 2개의 동메달을 획득했다. 2024 하계 올림픽에 출전하면서 마를리스 우르투에 이어 올림픽 양궁 역사상 두 번째로 올림픽에 출전한 차드의 선수가 되었으며 스위스 로잔에 위치한 세계 양궁 연맹 산하 세계양궁발전센터의 수련 선수이기도 하다.

## 경력
축구에 관심이 컸던 이스라엘 마다예는 19세 때 처음으로 양궁과 인연을 맺었다. 기초적인 수련만이 가능한 부족한 환경에서도 노력한 그는 2012년에 차드 양궁 국가대표로 발탁되었으며 그 해 3월 모로코 라바트에서 열린 첫 번째 국제 대회인 2012년 아프리카 오픈 선수권 대회에 참가했다. 이후 2014년 이집트 룩소르에서 열린 2014년 아프리카 선수권 대회와 2016년 1월에 나미비아 빈트후크에서 열린 2016년 아프리카 선수권 대회에 출전하는 등 올림픽을 향한 도전을 이어나갔다.
2019년 8월 라바트에서 열린 2019년 아프리칸 게임에서는 원래의 생업이었던 전기 기술자 일을 그만 둔 채 훈련에 매진해 출전했다. 그렇게 아프리칸 게임에 출전한 마다예는 마를리스 우르투와 함께 혼성 단체전 종목에서 동메달을 따낸 데 이어, 남자 단체전에서도 동메달을 따내면서 주목을 받았다. 올림픽 출전권을 두고 경쟁하는 그를 위해 세계 양궁 연맹에서 양궁 장비를 제공하는 등 도움을 주었지만, 기준 점수 부족으로 인해 2020년 하계 올림픽 출전권은 따내지 못했다.
2022년 11월 다시 국제 대회에 복귀한 마디예는 남아프리카 공화국 프리토이라에서 열린 2022년 아프리카 선수권 대회에 참가했으며 개인전 9위로 대회를 마쳤다. 이듬해인 2023년 5월 크로아티아 우마그에서 열린 유럽 양궁 그랑프리에 참가하면서 처음으로 아프리카 외 지역에서 열린 국제 대회에 출전했다. 그는 이 대회에서 개인전 57위에 올랐다. 같은 해 7월에는 독일 베를린에서 열린 2023년 세계 선수권 대회에 차드 국가대표로 참가하면서 처음으로 세계 양궁 선수권 대회에 출전했다. 그는 이 대회에서 개인전 135위에 올랐다.
2023년 11월에는 튀니지 나뵐에서 열린 2023년 아프리카 선수권 대회에 출전했으며 마르틴 아바이부타 할라스 마리아와 함께 나선 혼성 단체전 결승에서 슛오프까지 가는 접전 끝에 코트디부아르를 상대로 극적인 승리를 얻어냈다. 이후 2024년 초 스위스 로잔에 위치한 세계 양궁 발전 센터에서 치러진 공인 대회에서 기준 점수인 640점을 통과, 2024년 하계 올림픽 출전권을 따낼 수 있게 되었다.
2024년 7월에 파리에서 열린 2024년 하계 올림픽에 참가한 마다예는 개막식에서 차드 대표팀 기수로 입장했다. 랭킹 라운드에서는 601점을 기록하며 64명의 출전 선수 중 64위를 기록해 1위를 기록한 선수와 맞붙는 대진표를 받아들었다. 그는 7월 30일 열린 대한민국의 김우진과의 남자 개인 64강전에서 세트 스코어 6-0(29-26. 29-15, 30-25)으로 패배했다. 하지만 올림픽에 출전한 선수가 경기 도중 1점을 쏜 것에 대해 의아해 하던 대한민국 사람들이 마다예가 가져 왔던 양궁에 대한 열정 담긴 이야기를 알고 난 뒤, SNS 등을 통해 열띤 응원을 보내기도 했다.